# Guata
Guata (uit het Nahuatl: "Overvloed aan vruchtbaar land") is een gemeente (gemeentecode 1510) in het departement Olancho in Honduras.
Het dorp ligt in de bergen, aan de rivier Mame.

## Bevolking
De bevolking is als volgt verdeeld:
| Vrouwen | 5943 | 48,6% |
| Mannen  | 6293 | 51,4% |

## Dorpen
De gemeente bestaat uit zes dorpen (aldea), waarvan het grootste qua inwoneraantal: La Estancia (code 151005).